# سیاهتلو
سیاه تلو، روستایی است از توابع بخش مرکزی شهرستان گرگان در استان گلستان ایران. این روستا زادگاه شهید مدافع حرم افشین ذورقی بحری می باشد.

## جمعیت
این روستا در دهستان استرآباد جنوبی قرار داشته و براساس سرشماری سال ۱۳۸۵جمعیت آن ۱٬۵۰۶ نفر (۳۳۵ خانوار) بوده است. مساحت این روستا 19.2 هکتار می باشد.